# Space Test Program
Das Space Test Program (STP, deutsch: Weltraumtestprogramm) ist ein Raumfahrtprogramm des Verteidigungsministeriums der Vereinigten Staaten. Es organisiert den Transport von technischen Experimenten militärischer Forschungseinrichtungen in den Weltraum. Das Space Test Program wurde 1965 vom Office of the Secretary of Defense ins Leben gerufen und wird von der Space Development Group in New Mexico verwaltet.

## Aktivitäten
Das Space Test Program war für eine Vielzahl an Satellitenstarts und Experimenten im Weltraum verantwortlich. Im Folgenden sind beispielhaft einige davon erläutert; eine vollständige Übersicht gibt die Liste der Missionen des Space Test Program.

### 2001
Im August 2001 führte STP zwei Aktivitäten mit dem Space Shuttle und der ISS durch. STS-105 lieferte und setzte das „Materials International Space Station Experiment“ (MISSE) außerhalb der ISS ein. MISSE war ein passives Experiment zur Materialbelichtung und das erste externe Experiment auf der ISS. Zusätzlich holte STS-105 MACE II (Middeck Active Control Experiment II) von der ISS zurück. MACE II war das erste interne Experiment auf der ISS und wurde fast ein Jahr lang betrieben.
Am 30. September 2001 starteten STP und die NASA die Kodiak Star-Mission mit einer Athena I-Trägerrakete. Dies war der erste Orbitallaunch von Kodiak Island, Alaska. Neben dem Starshine III-Satelliten der NASA umfasste diese Mission drei kleine DoD-Satelliten, die verschiedene neue Raumfahrttechnologien getestet haben.
STP arbeitete mit der Space Vehicles Directorate des Air Force Research Laboratory (AFRL) zusammen und entwickelte einen Sekundärnutzlastadapterring für das Evolved Expendable Launch Vehicle (EELV), der bis zu sechs Mikrosatelliten mit einem Gewicht von 180 kg aufnehmen kann. STP arbeitete auch mit der NASA und der United States Navy am Projekt „Geosynchronous Imaging Fourier Transform Spectrometer / Indian Ocean Meteorology and Oceanography Imager“ zusammen.
Im Dezember 2001 führte STS-108 das „Shuttle Ionospheric Modification with Pulsed Localized Exhaust“ (SIMPLEX)-Experiment durch. SIMPLEX beobachtete ionosphärische Störungen, die durch die Triebwerksbrände des Space Shuttle über Bodenradarstationen entstanden, und unterstützte Technologien zur Charakterisierung von Triebwerksauslässen sowie zur Modellierung des Weltraumwetters.

### 2002
SIMPLEX flog erneut mit STS-110 im April 2002. STP arbeitete auch daran, eine 1-jährige Funklizenzverlängerung für das Picosat-Experiment zu erhalten, das im September 2001 gestartet wurde.

### 2003
Am 6. Januar 2003 starteten STP und das Naval Research Laboratory (NRL) den Coriolis-Satelliten an Bord einer Titan II-Trägerrakete. Dies war ein Risikoreduktionsprojekt für NPOESS.

### 2007
Am 9. März 2007 wurden sechs Satelliten auf einer gemeinsamen Atlas V-Trägerrakete in einen niedrigen Erdorbit (LEO) gestartet. Diese Mission trug die Bezeichnung STP-1 und umfasste die folgenden Satelliten:
- Orbital Express: ASTRO und NextSat (DARPA)
- MidSTAR-1 (United States Naval Academy)
- FalconSat3 (United States Air Force Academy)
- STPSat 1 (USAF's Space Test Program)
- CFESat (Los Alamos National Laboratory)

Die Satelliten teilten sich die Trägerrakete mithilfe eines Evolved Expendable Launch Vehicle Secondary Payload Adapter (ESPA). United Launch Alliance stellte eine Videoübertragung des Starts bereit.

### 2008
Der C/NOFS-Satellit (Communications/Navigation Outage Forecasting System), der am 16. April 2008 gestartet wurde, wurde vom Space Test Program betrieben.

### 2010
Im November 2010 wurde die dritte Minotaur IV-Rakete, bekannt als STP-S26, gestartet. Dies war die 26. kleine Trägerraketenmission in der 40-jährigen Geschichte von STP bei der Durchführung von Raumfahrtexperimenten des Verteidigungsministeriums. Die Mission startete um 01:45 Uhr UTC am 20. November 2010 vom Kodiak Launch Complex. Die Nutzlasten wurden in einen Orbit von 650 km freigesetzt, bevor der Hydrazin Auxiliary Propulsion System (HAPS) Oberstufenraketenabschnitt von Orbital Sciences Corporation gestartet wurde, um zwei Ballastnutzlasten in einen Orbit von 1.200 km zu entlassen. Die Nutzlast umfasste den STPSat-2-Satelliten. STPSat-2 hatte drei experimentelle Nutzlasten: SPEX (Space Phenomenology Experiment) mit zwei Nutzlasten zur Bewertung der Sensorverträglichkeit für die Weltraumumgebung sowie ODTML (Ocean Data Telemetry MicroSatLink), ein bidirektionales Datenrelais von terrestrischen (Ozean- oder Land-) Sensoren zu Nutzern.

### 2013
STPSat 3 ist eine Kopie des STPSat-2-Satelliten und wurde angepasst, um sechs Experimente durchzuführen, darunter ein Modul zur Unterbringung verschiedener Sensoren für die Weltraumlageerkennung und ein Paar Sensoren zur Untersuchung der Weltraumumgebung. STPSat 3 wurde am 19. November 2013 zusammen mit 28 CubeSats an Bord der ORS-3-Minotaur-1-Rakete gestartet. STPSat-3 trägt fünf Nutzlasten, darunter „Integrated Miniaturized Electrostatic Analyzer Reflight (iMESA-R), Joint Component Research (J-CORE), Strip Sensor Unit (SSU), Small Wind and Temperature Spectrometer (SWATS) und TSI Calibration Transfer Experiment (TCTE)“. Es enthält auch ein Deorbit-Modul.

### 2014
Am 14. Oktober 2014 vergab das Verteidigungsministerium der Vereinigten Staaten Sierra Nevada Corporation’s Space Systems (früher bekannt als SpaceDev) einen Vertrag zur Entwicklung und Herstellung eines Satelliten der nächsten Generation für wissenschaftliche und technologische Demonstrationszwecke mit dem Namen STPSat-5 für ihr Space Test Program.

### 2019

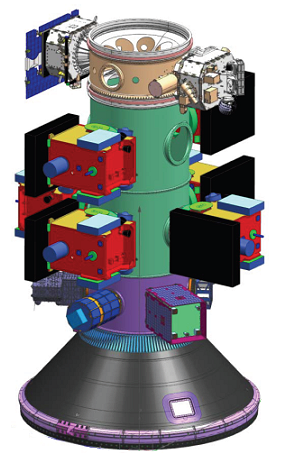
STP-2-Nutzlasten mit Adapter, in der Mitte die Cosmic-Satelliten, oben DSX

Am 25. Juni 2019 wurde der Nutzlaststapel der Mission STP-2 an Bord einer Falcon-Heavy-Rakete von SpaceX gestartet. Er umfasste unter anderem Cosmic-2, sechs Erdbeobachtungssatelliten mit einem Gewicht von je 278 kg. Die sechs Satelliten wurden in Umlaufbahnen mit Neigungen von 24° bis 28,5° platziert. Sie wurden mithilfe eines ESPA-Rings in den Nutzlaststapel integriert.
STP-2 setzte auch eine Reihe von CubeSats als Sekundärnutzlasten aus, darunter E-TBEx, PSAT, TEPCE und ELaNa-15-CubeSats. Das Sonnensegelexperiment LightSail 2 wurde von dem Nanosatelliten Prox-1 getragen. Weitere Nutzlasten waren Oculus-ASR-Nanosatelliten, GPIM und die Deep Space Atomic Clock.
Am 2. November 2019 wurde der Satellit STPSat-4 an Bord der Mission Cygnus-NG-12 gestartet; am 29. Januar 2020 wurde er von der ISS in einen eigenen Orbit entlassen. Der Satellit trug verschiedene technische Experimente, darunter ein Solarmodul, das nicht richtig ausgefahren wurde, den inferometrischen Sternsensor NISTEx und den Retroreflektor NTE.

### 2021
Die STP-3-Mission war ursprünglich für den Start im Jahr 2020 auf einer Atlas-V-Trägerrakete geplant, wurde jedoch am 7. Dezember 2021 um 10:19 UTC gestartet. Sie umfasste den STPSat-6-Satelliten mit dem „Space and Atmospheric Burst Reporting System-3“ (SABRS-3) für die National Nuclear Security Administration (NNSA), die „Laser Communications Relay Demonstration“ (LCRD)-Nutzlast für die NASA und sieben Sekundärnutzlasten für die U.S. Air Force. STPSat-6 ist für eine Umlaufbahn leicht oberhalb der geostationären Umlaufbahn vorgesehen. SpaceX hatte im Dezember 2016 ein Falcon Heavy für diesen Start angeboten.